# 베스턴
베스턴(Western)은 오스트리아에서 제작된 발레스카 그리스바흐 감독의 2017년 드라마 영화이다. 마인하드 노이만 등이 주연으로 출연하였고 조나스 돈바흐 등이 제작에 참여하였다.

## 줄거리
마인하르트는 그리스 국경 근처의 외딴 불가리아 마을에 수력 발전소를 짓기 위해 고용된 독일 건설 노동자 그룹 중 한 명이다. 시멘트를 섞을 물 공급이 중단되고 약속된 자갈이 도착하지 않아 작업이 중단되면서 지루함이 찾아온다. 근처 강가에서 일광욕을 하던 중 그들은 목욕을 나온 몇몇 현지 여성들을 만나는데, 불가리아 여성 중 한 명이 선캡을 잃어버리고 그것을 주워준 독일인 노동자가 돌려주기를 거부하고 그녀를 물속으로 밀어 넣으려 하자 대립이 발생한다.
다른 갈등도 있다. 현지인들은 독일인들이 과수원에서 과일을 훔치는 것에 반대하고, 현지인들은 독일인의 깃발을 훔친다.
한편 마인하르트는 흰 말을 발견한다. 그는 말을 타고 마을로 가서 현지인들과 대화하려고 시도하지만, 공통 언어가 없어 상호 작용이 제한적이다. 말은 현지인 아드리안의 소유인데, 그는 마인하르트가 말을 타는 것을 허락한다. 마인하르트는 아드리안과 그의 가족과 친구가 되어 조각조각 대화를 나눈다.
마인하르트는 물 부족이 제한된 물 공급이 마을들 사이에 배급되기 때문이라는 것을 알게 된다. 현지인들은 독일인들에게 작업에 필요한 물을 줄 수 없다고 설명한다. 그렇게 하면 자신들이 물이 없게 될 것이라고 말한다.
현장 감독인 빈센트는 결국 흰 말을 타고 우물로 가서 현지인들의 물을 끊는다. 이 과정에서 그는 가파른 경사에서 떨어져 말을 치명적으로 다치게 하는데, 마인하르트는 나중에 죽어가는 말을 발견하고 더 이상의 고통을 막기 위해 말을 죽일 때 이를 알게 된다.
물 접근에 대한 협상 중, 아마도 공급 개선과 관련하여, 빈센트는 통역사 역할을 하는 비아라에게 추파를 던진다. 그녀는 그를 거부한다. 나중에 마인하르트가 그녀에게 다가가자, 그녀와 마인하르트는 산책을 하고 나중에 성관계를 가진다.
그날 저녁 집으로 돌아오던 마인하르트는 포커에서 마인하르트에게 돈을 잃은 불가리아 남자에게 접근을 받는다. 그는 마인하르트에게 돈을 돌려달라고 애원하지만, 마인하르트는 일부만 돌려준다. 나중에 어둠 속에서 캠프로 돌아오던 마인하르트는 자신의 독일인 동료들에게 공격을 받는다. 마인하르트는 공격을 막아내지만 밤을 밖에서 보낸다.
아침에 그는 불가리아 친구들에게 태워져 두 국적자가 섞이는 마을 파티로 간다. 마인하르트는 비아라와의 관계에 대한 짧은 말다툼 후 현지 남자에게 주먹을 맞는다. 그 후 그의 친구 아드리안은 그러한 갈등이 마을 생활의 일부라고 말한다. 대결 후 마인하르트는 파티를 떠나려 하지만, 저녁 어둠 속으로 사라지려던 순간 마음을 바꾼다. 마인하르트는 돌아서서 파티로 돌아가 춤에 합류한다.

## 출연

### 주연
- 마인하드 노이만
- 라인하르트 웨트렉
- 발데마르 장
- 데틀레프 샤이치